# 圣马洛
圣马洛（法語：Saint-Malo，法語發音：[sɛ̃ malo]），法国西北部城市，布列塔尼大区伊勒-维莱讷省的一个市镇，同时也是该省的一个副省会，下辖圣马洛区，其市镇面积为36.58平方公里，2022年1月1日时人口数量为47,255人，是该省人口第二多的市镇，仅次于省会雷恩，在所有法国城市中排名第146位。
圣马洛位于伊勒-维莱讷省北部，大西洋海滨，是一个区域性的工商业中心，也是重要的旅游城市，因当地的港口建筑及海滩而闻名。圣马洛为新航路开辟时期的重要贸易港口，现代则常被认作探险精神的象征而出现在法国影视及音乐中。法国航海家雅克·卡蒂埃和文学家弗朗索瓦-勒内·德·夏多布里昂均出生于此地。

## 地名来源
“圣马洛”一名来源于天主教圣人马克卢，他是圣马洛的首任主教，同时也是布列塔尼七圣人之一。

## 历史

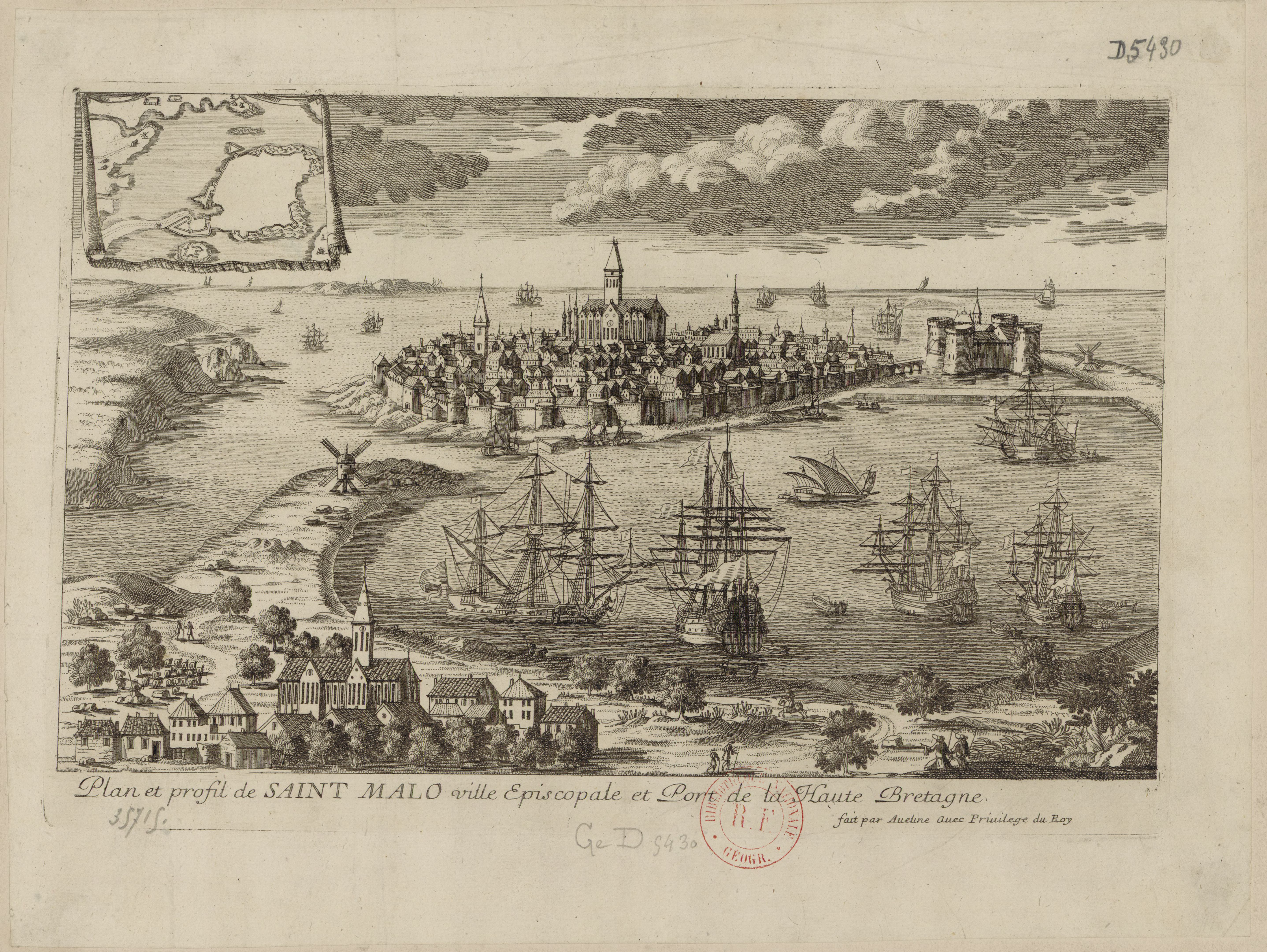
17世纪的圣马洛

圣马洛历史悠久，高卢时期为科里奥索利特人的活动范围，后成为布列塔尼的一部分。中世纪中期，圣马洛曾出现了一处神学院，但该地长期为普通渔村，未形成大型城市。1488年，布列塔尼公爵弗朗索瓦二世与法兰西国王查理八世签订《果园条约》，圣马洛成为法兰西领土。16世纪末，随着新航路开辟，圣马洛成为重要的对外贸易港口，1589至1598年之间，圣马洛统治者宣布成立共和国，独立法兰西而存在。1708年，圣马洛成为法国东部航海公司的总部码头，航海业的发展为圣马洛带来的大量的财富，当地的人口数量快速上升。法国大革命结束后，圣马洛成为伊勒-维莱讷省的一个副省会。第二次世界大战期间，纳粹德军在此修建了大型军事基地，后成为同盟军的轰炸目标。在1944年的圣马洛解放战役期间，80%的圣马洛建筑物被炸毁，重建工作持续至20世纪60年代初。1967年10月30日，圣塞尔旺和帕拉梅整体合并入圣马洛市镇范围。

## 地理

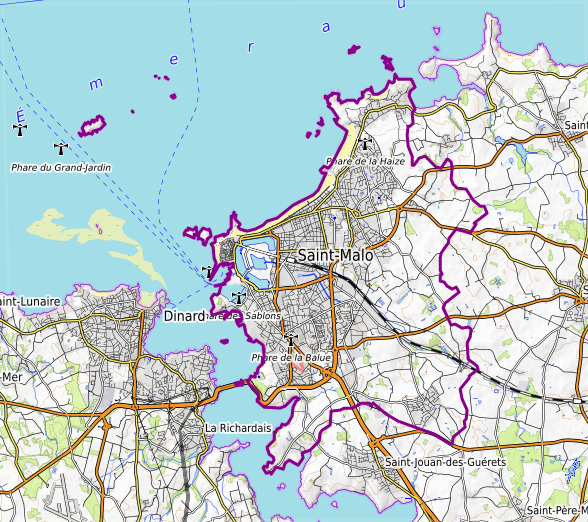
圣马洛市镇范围

圣马洛位于法国西北部，布列塔尼大区东北部和伊勒-维莱讷省北部，大西洋海滨，距离省会雷恩大约69公里。与圣马洛接壤的市镇包括：圣库隆、圣梅卢瓦德松德、圣茹昂德盖雷。

### 地形
圣马洛位于布列塔尼半岛东北部，境内地势平坦，全境海拔在0到51米之间，其市镇范围还下属了附近海域的塞藏布尔岛及大花园岛。

### 水文
圣马洛市区位于朗斯河河口东岸，隔河与迪纳尔相望。

### 植被
圣马洛属于温带落叶林区，市区内的主要绿地公园包括拉布里扬泰公园（Parc de la Briantais）、贝莱尔公园（Parc de Bel-Air）等，均常年免费向公众开放。

### 气候
圣马洛在柯本气候分类法中属于温带海洋性气候。
圣马洛西部设有气象站，以下为该气象站的数据：
| 圣马洛1981年－2019年 | 圣马洛1981年－2019年 | 圣马洛1981年－2019年 | 圣马洛1981年－2019年 | 圣马洛1981年－2019年 | 圣马洛1981年－2019年 | 圣马洛1981年－2019年 | 圣马洛1981年－2019年 | 圣马洛1981年－2019年 | 圣马洛1981年－2019年 | 圣马洛1981年－2019年 | 圣马洛1981年－2019年 | 圣马洛1981年－2019年 | 圣马洛1981年－2019年 |
| 月份                 | 1月                  | 2月                  | 3月                  | 4月                  | 5月                  | 6月                  | 7月                  | 8月                  | 9月                  | 10月                 | 11月                 | 12月                 | 全年                 |
| -------------------- | -------------------- | -------------------- | -------------------- | -------------------- | -------------------- | -------------------- | -------------------- | -------------------- | -------------------- | -------------------- | -------------------- | -------------------- | -------------------- |
| 历史最高温 °C（°F）  | 16.4 (61.5)          | 20.9 (69.6)          | 23.2 (73.8)          | 27.1 (80.8)          | 29.2 (84.6)          | 33.8 (92.8)          | 37.6 (99.7)          | 39.4 (102.9)         | 33.1 (91.6)          | 28.9 (84.0)          | 20.6 (69.1)          | 17.6 (63.7)          | 39.4 (102.9)         |
| 平均高温 °C（°F）    | 8.8 (47.8)           | 9.3 (48.7)           | 11.9 (53.4)          | 13.7 (56.7)          | 17 (63)              | 19.8 (67.6)          | 21.9 (71.4)          | 22 (72)              | 20 (68)              | 16.3 (61.3)          | 12 (54)              | 9.2 (48.6)           | 15.2 (59.4)          |
| 日均气温 °C（°F）    | 6.1 (43.0)           | 6.2 (43.2)           | 8.3 (46.9)           | 9.8 (49.6)           | 13 (55)              | 15.6 (60.1)          | 17.7 (63.9)          | 17.8 (64.0)          | 15.9 (60.6)          | 12.8 (55.0)          | 9.1 (48.4)           | 6.5 (43.7)           | 11.6 (52.9)          |
| 平均低温 °C（°F）    | 3.4 (38.1)           | 3.1 (37.6)           | 4.8 (40.6)           | 5.9 (42.6)           | 9 (48)               | 11.5 (52.7)          | 13.5 (56.3)          | 13.6 (56.5)          | 11.7 (53.1)          | 9.4 (48.9)           | 6.1 (43.0)           | 3.7 (38.7)           | 8 (46)               |
| 历史最低温 °C（°F）  | −13.7 (7.3)          | −11.7 (10.9)         | −6.2 (20.8)          | −2.8 (27.0)          | −0.2 (31.6)          | 3.6 (38.5)           | 6.7 (44.1)           | 5 (41)               | 2.3 (36.1)           | −4.2 (24.4)          | −5.9 (21.4)          | −9.6 (14.7)          | −13.7 (7.3)          |
| 平均降水量 mm（）    | 67 (2.6)             | 57.6 (2.27)          | 53.5 (2.11)          | 53 (2.1)             | 63.6 (2.50)          | 49.1 (1.93)          | 49.7 (1.96)          | 49.4 (1.94)          | 62.2 (2.45)          | 86.8 (3.42)          | 86.8 (3.42)          | 80 (3.1)             | 758.7 (29.87)        |
| 月均日照時數         | 69.5                 | 84.3                 | 127.5                | 164.1                | 188.4                | 206.4                | 206.4                | 198.6                | 167.1                | 112.6                | 77.8                 | 64                   | 1,666.7              |
| 来源：infoclimat.fr  |                      |                      |                      |                      |                      |                      |                      |                      |                      |                      |                      |                      |                      |

## 行政区划
圣马洛是法国布列塔尼大区伊勒-维莱讷省的一个市镇，编号为35288，它也是伊勒-维莱讷省的一个副省会。圣马洛下辖圣马洛区，管理圣马洛第一县和第二县，同时也是圣马洛城市圈公共社区的办公驻地。
法国国家统计与经济研究所（简称）在进行数据统计时，将圣马洛单独设为圣马洛城市核心区，并将包括核心区在内的周边共16个市镇划为圣马洛城市区。同时，还将圣马洛市镇分为了19个“块区”（IRIS），以便于统计人口分布情况。

## 交通

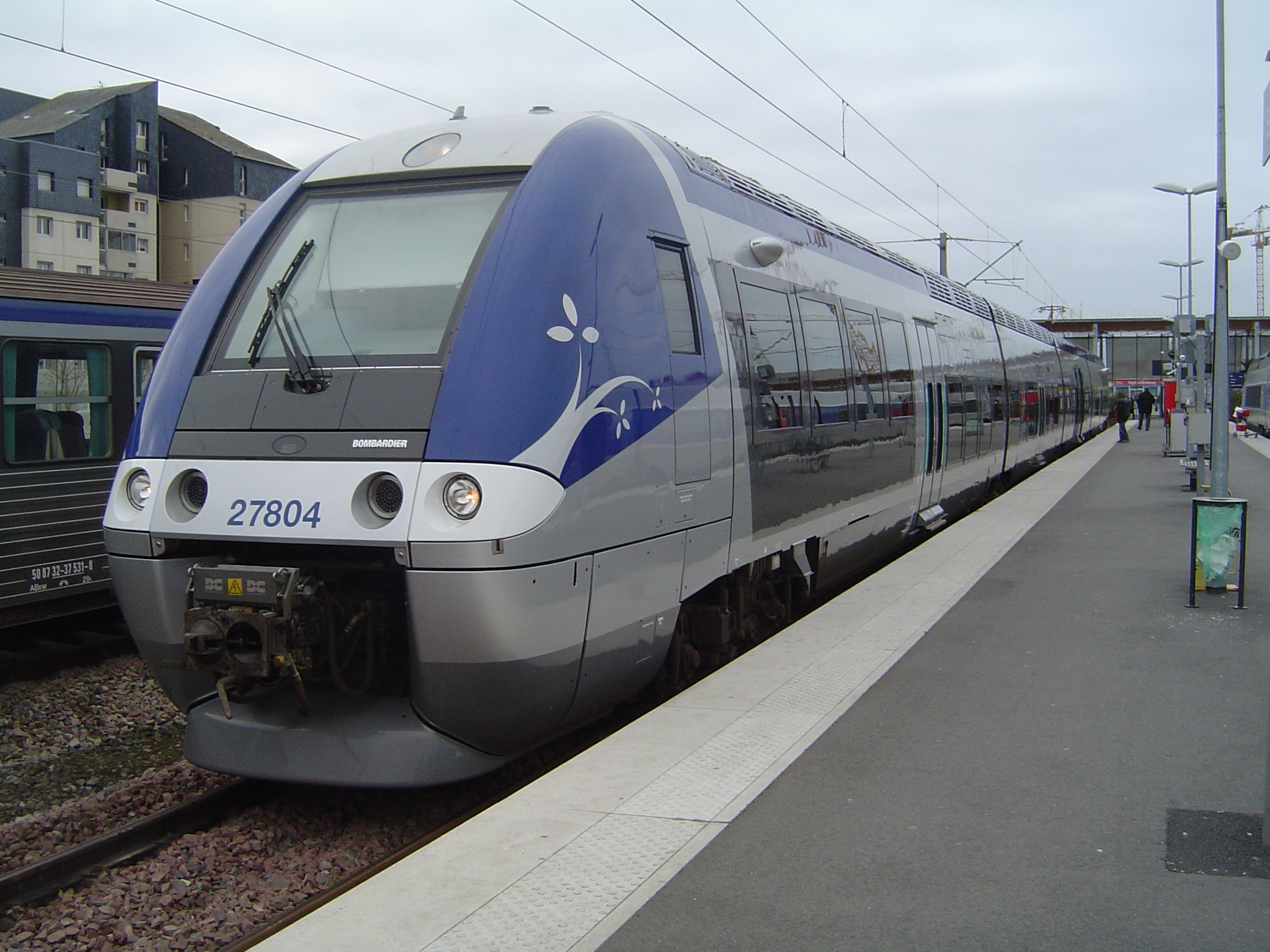
圣马洛火车站内停靠的一列区域列车

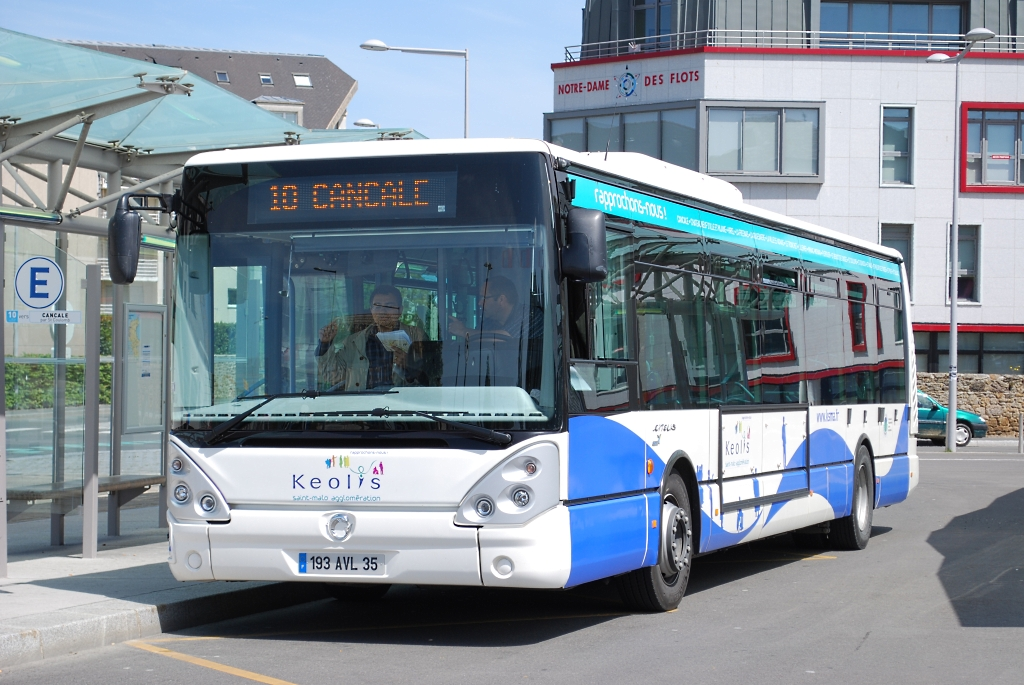
圣马洛的一辆公交车

### 公路
多条伊勒-维莱讷省省道在圣马洛境内交汇，有校车线路可前往周边部分市镇。
2016年，551%的圣马洛家庭拥有至少一辆的私人汽车。2016年，圣马洛境内共发生各类交通事故10起，造成2人遇难，14人受伤。

### 铁路
圣马洛是雷恩－圣马洛铁路的终点。圣马洛站位于市区中部，现有站房建成于2005年，该站每天开行前往巴黎的高速列车和前往雷恩的区域列车。

### 航空
圣马洛-迪纳尔-普勒尔蒂机场，又称“迪纳尔布列塔尼机场”（Aéroport Dinard Bretagne），位于迪纳尔境内，该机场开行直达伦敦和東米德蘭的航班。
除此之外，距离圣马洛最近的民用航空站为雷恩机场，距离圣马洛市中心的公路里程约72公里。

### 航运
圣马洛港是法国大西洋沿岸的一个重要港口，开行前往英格兰及泽西岛的轮渡。

### 城市公共交通
圣马洛城市公共交通（商业名称为）是当地的公交系统，由凯奥雷斯负责运营，截至2020年6月，该路网共包含14条公交线路，路网覆盖了城市圈公共社区内的主要市镇。

## 政治

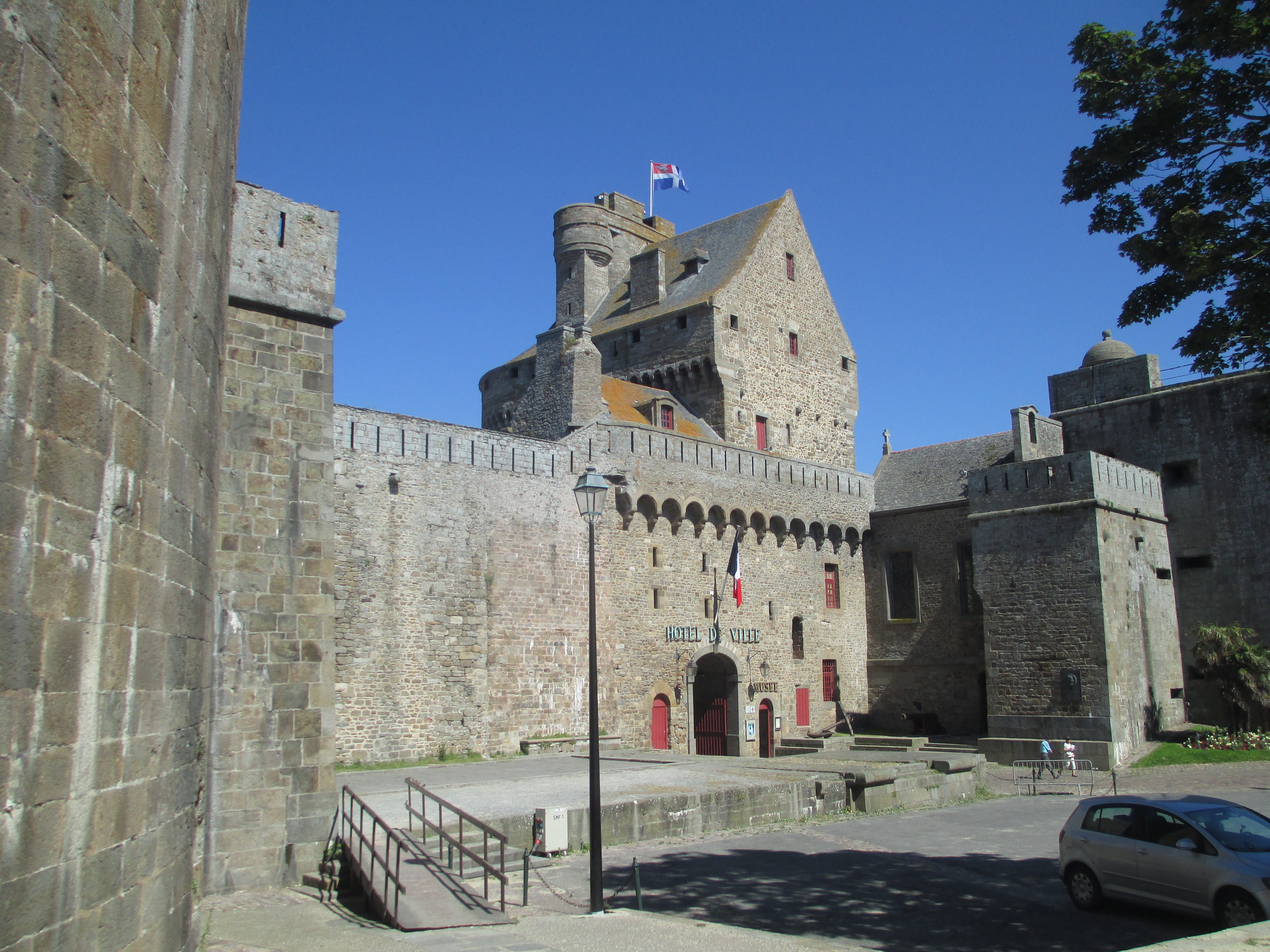
圣马洛市政厅

圣马洛的现任市长为吉耶·吕尔通先生，他是共和党的一名成员，在2020年的市政选举中获得了70.7%的支持率。
在2017年的法国总统大选中，法国第25任总统埃马纽埃尔·马克龙在圣马洛获得了78.08%的支持率。
| 圣马洛历届市长 |               |                                    |
| 任期           | 市长          | 党派                               |
| 1945年－1947年 | 勒内·德拉努瓦 | 不详                               |
| 1947年－1965年 | 居伊·拉尚布尔 | CNIP全国独立人士与农民中心         |
| 1965年－1967年 | 莫里斯·卡拉姆 | 不详                               |
| 1967年－1977年 | 马塞尔·普朗谢 | DVD右翼无党派人士                  |
| 1977年－1983年 | 路易·肖皮耶   | PS社会党                           |
| 1983年－1989年 | 马塞尔·普朗谢 | DVD右翼无党派人士                  |
| 1989年－2014年 | 勒内·库阿诺   | UMP人民运动联盟 →DVD右翼无党派人士 |
| 2014年－2020年 | 克洛德·勒努   | DVD右翼无党派人士                  |
| 2020年－       | 吉耶·吕尔通   | LR共和黨                           |

## 人口
2017年，圣马洛市镇人口数量为46,097，在法国排名第146位。其中男性20,953人，女性25,052人，75岁及以上人口占13%，外籍人口数量为818人，人口密度为1,260人/平方公里，当地居民被称为（男性）或（女性）。2018年，圣马洛境内出生381人，死亡人口685人。
| 年份   | 1968   | 1975   | 1982   | 1990   | 1999   | 2006   | 2011   | 2016   | 2017   |
| ------ | ------ | ------ | ------ | ------ | ------ | ------ | ------ | ------ | ------ |
| 人口數 | 42,297 | 45,030 | 46,347 | 48,057 | 50,675 | 49,661 | 45,201 | 46,005 | 46,097 |

## 经济
圣马洛是一个区域性的中心城市，当地共有各类用人单位8,888家，平均历史为15年，旅游相关、行政、医疗及社会服务是当地的主要就业岗位类型。

## 财政收入
2018年，圣马洛的财政收入总额为79,551,400欧元，财政支出总额为70,205,800欧元，当年的债务总额为66,393,100欧元。
2014年，圣马洛的人均收入总额为2,460欧元，其中高职人员为4,733欧元，普通职员为1,789欧元。
2016年，圣马洛境内的青壮年（15至64岁）失业率为15%，当地44.4%的家庭拥有纳税资格。

## 社会事务

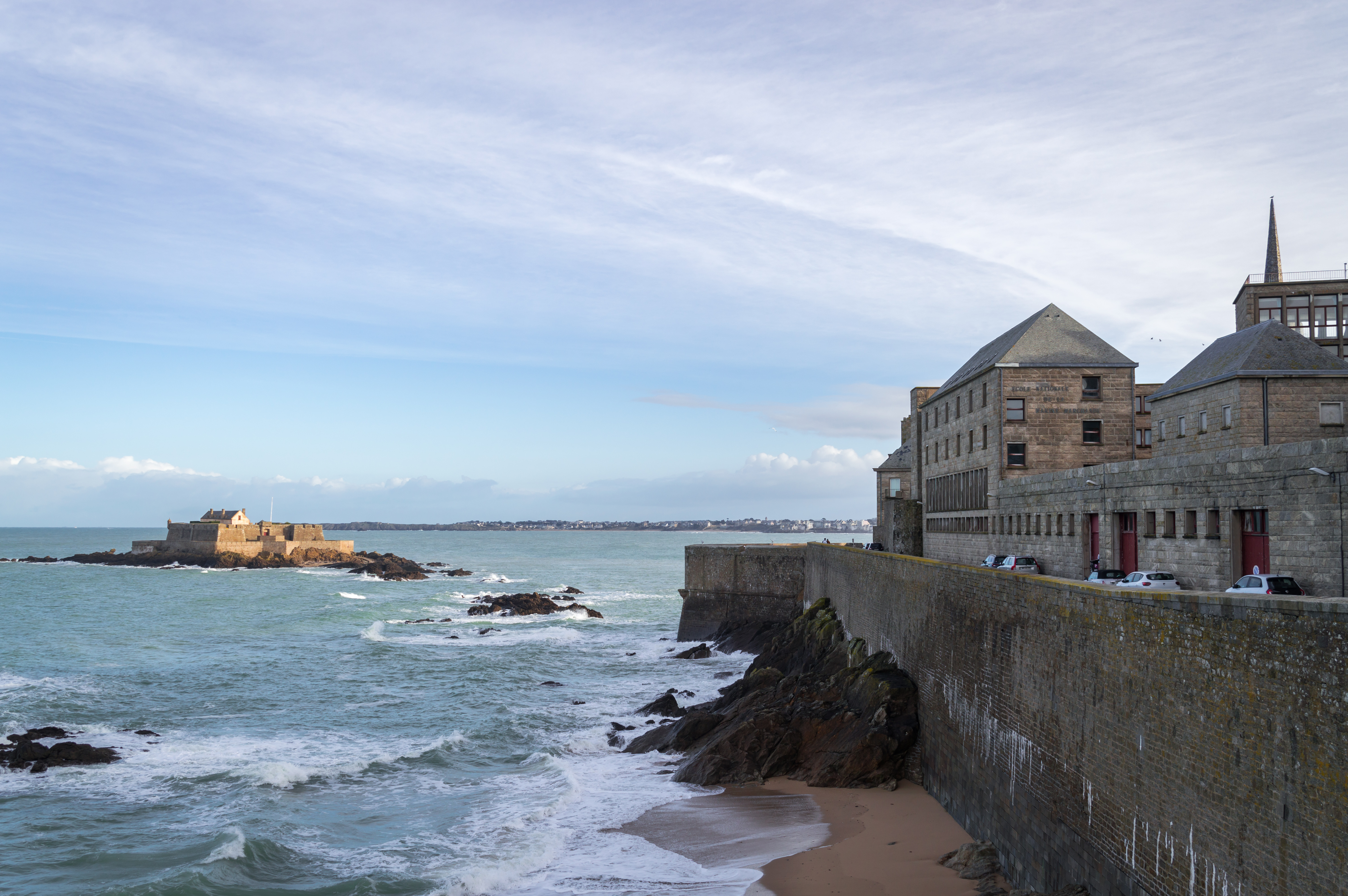
国立海洋高等学校圣马洛校区

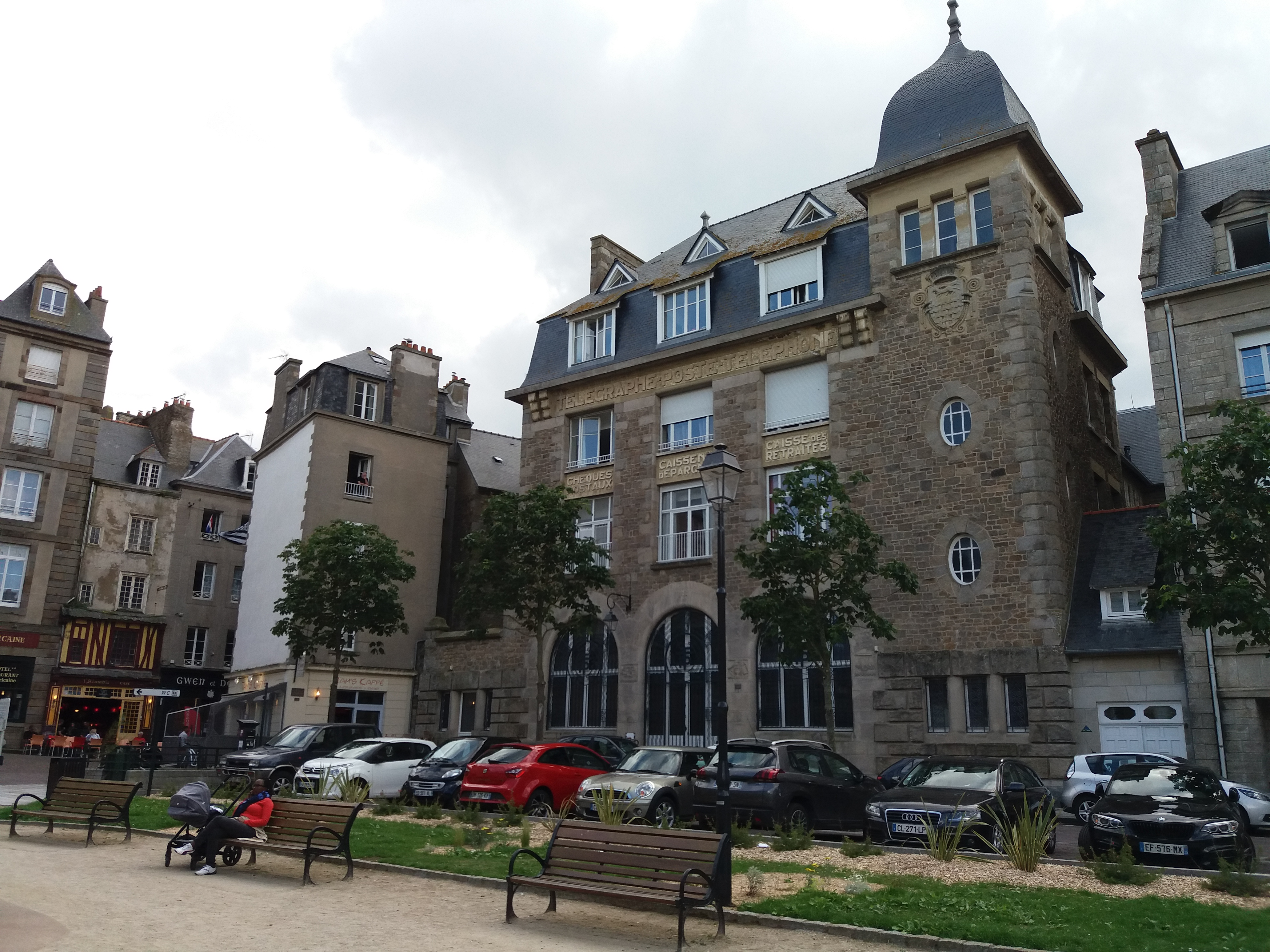
圣马洛市中心的建筑

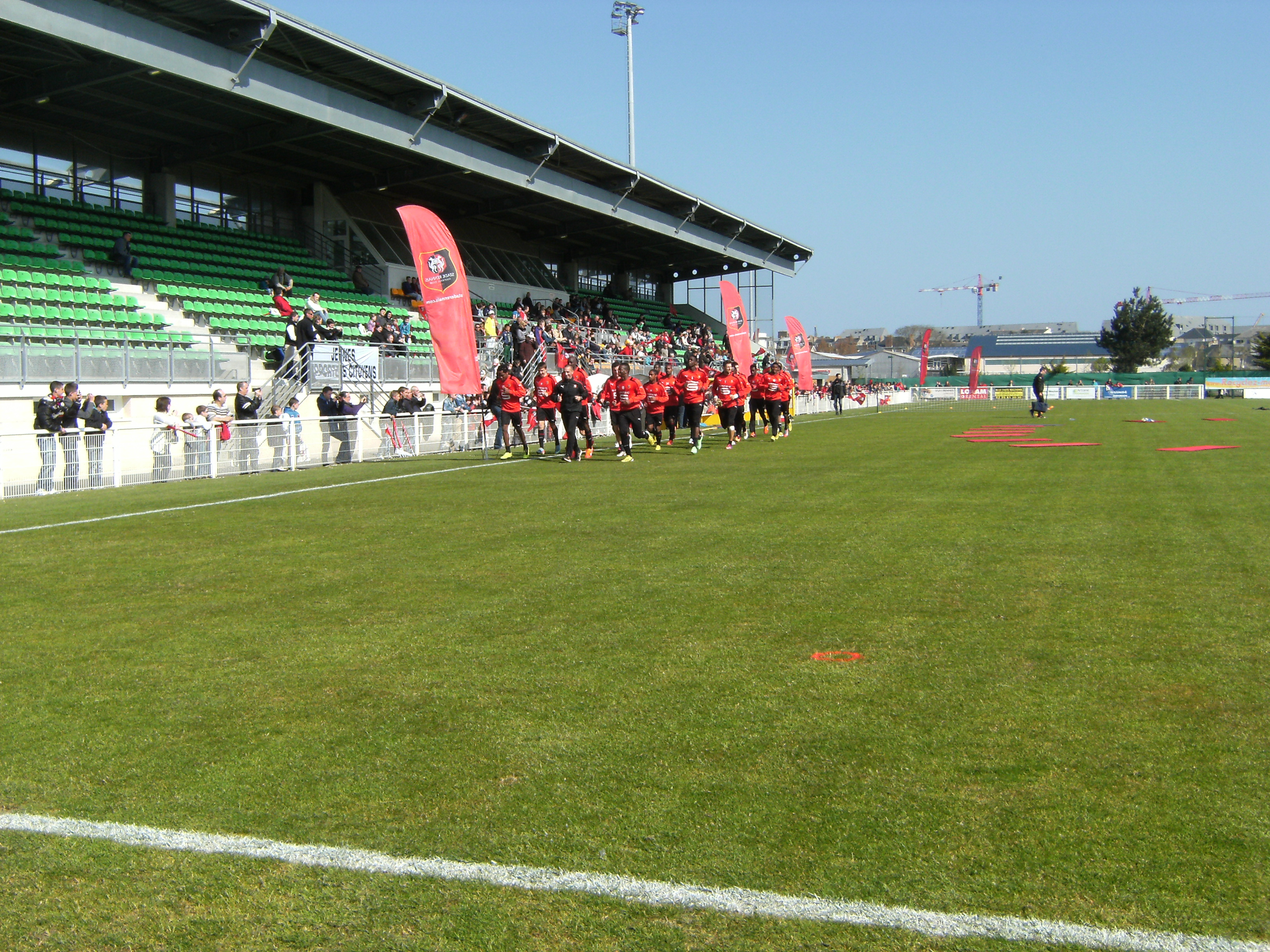
马维尔球场

### 教育
圣马洛属于雷恩学区。截止2018年1月1日，圣马洛境内共有9所幼儿园、18所小学、6所初级中学、4所普通高中和2所职业高中。2018至2019学年度，圣马洛境内共有在校中小学生5,943名。
在高等教育方面，国立海洋高等学校是法国的一所工程师大学校，在圣马洛设有校区。此外，雷恩第一大学下属的圣马洛应用技术学院亦设于圣马洛。

### 医疗
截止2018年1月1日，圣马洛境内共有全科医生75名、保健师81名、牙医44名、护士115名、耳科医生4名、眼科医生8名、皮肤科医生8名、助产士7名、儿科医生4名和妇科医生7名。境内共有药房24家，养老院15家，残疾人帮扶中心13家。
圣马洛中心医院，全名为“圣马洛布鲁塞中心医院”（Centre Hospitalier Broussais (Saint-Malo)），总部位于圣马洛市区，设有床位941个；另设有1个养老院和1个康复中心，是当地规模最大的公立综合性医疗机构。

### 住房
2016年，圣马洛境内共有各类住房34,697套，其中69.5%为常住房屋。集中式居民区主要分布在市区东部和南部。

### 商业
2017年，圣马洛境内共有各类商铺3,829家，其中餐饮服务类1,393家。市区东部的塞藏布尔街区建有大型开放式商业区。

### 体育
2018年，圣马洛境内共有2家游泳池、18间健身房、1座综合体育场、14处网球场、1处马术场、8处足球或橄榄球场以及5处篮球或排球场。
圣马洛体育俱乐部是当地的一支足球队，成立于1901年，2020至2021赛季参加区域性的足球联赛，其主场马维尔球场（Stade de Marville）是当地重要的体育设施。

### 环境
圣马洛的环境事务由其所属的公共社区负责。2017年，圣马洛境内共有3家污染企业。

### 治安
2014年，圣马洛及附近地区共发生各类案件3,800起，其中盗窃类案件2,208起，经济类案件339起，毒品交易类案件361起。

## 文化

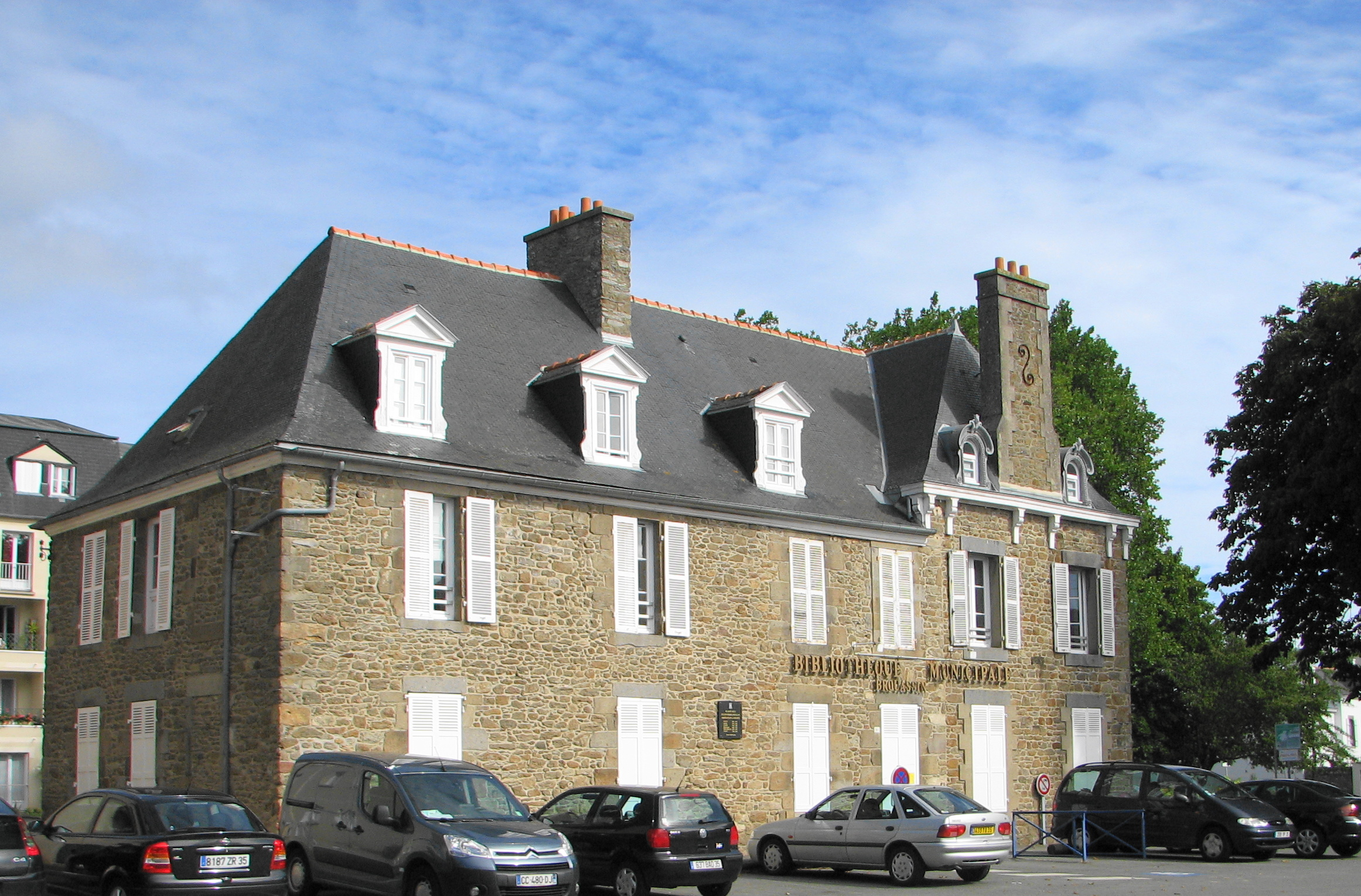
圣马洛市政图书馆

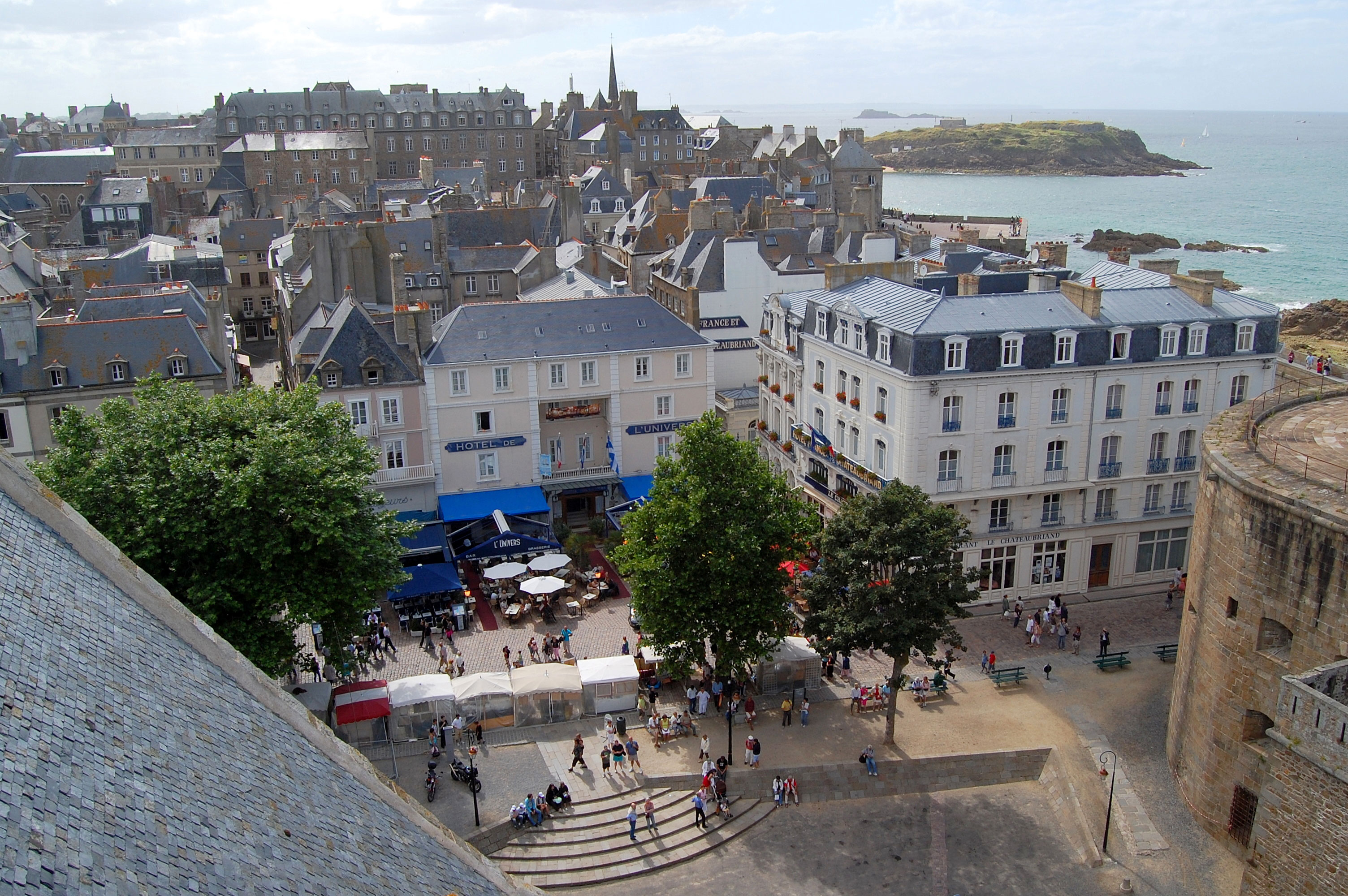
圣马洛老城区的建筑

2018年，圣马洛境内共有2个剧场、2个电影院、2个博物馆和1个音乐厅。圣马洛市政府提供多媒体中心，向公众全年开放。

### 建筑
圣马洛境内有83处法国国家文物保护单位，其中当地最著名的代表性建筑物包括：
- 圣马洛主教座堂[38]
- 圣马洛城堡[39]
- 索利多尔塔楼[40]
- 圣马洛城墙[41]

### 旅游
圣马洛是法国重要的旅游城市，当地设有游客接待中心。2020年，圣马洛境内共有77个宾馆共计2,497间房间，另有3个露营地，可容纳共538辆露营车。

### 媒体
法国主要的媒体均可在圣马洛接收，法国电视三台下属的布列塔尼大区频道在部分时段播出圣马洛所属区域的地方新闻。

## 相关人物
法国航海家雅克·卡蒂埃和文学家弗朗索瓦-勒内·德·夏多布里昂出生于圣马洛。

## 友好城市
截至2020年6月，圣马洛共与4座城市互为友好城市关系：
- 加拿大 加斯佩（法语：Gaspé (ville)）
- 加拿大 圣马洛 (魁北克)（法语：Saint-Malo (Québec)）
- 加拿大 圣马洛 (曼尼托巴省)（法语：Saint-Malo (Manitoba)）
- 模里西斯 路易港